# Mississippi Sheiks
Mississippi Sheiks est un orchestre à cordes familial de blues traditionnel américain, formé en 1921 par le violoniste Lonnie ou Ezell Chatmon. Il s'agit du groupe afro-américain qui rencontre le plus grand succès commercial avant la Seconde Guerre mondiale. Au-delà du blues, leur répertoire présente un large éventail des musiques noires en vogue à cette époque.
La formation la plus stable du groupe, qui réalise près d'une centaine d'enregistrements entre 1930 et 1935, est composée du violoniste Lonnie Chatmon et du chanteur et guitariste Walter Vinson. Le duo est occasionnellement rejoint, sur scène ou lors de leurs sessions en studio, par les frères de Lonnie, Armenter "Bo" Chatmon (qui a également une carrière solo réussie en tant que Bo Carter) et Sam Chatmon.
Avec Papa Charlie McCoy, ce groupe de musiciens enregistre également dans quelques combinaisons instrumentales différentes et sous plusieurs pseudonymes, dont les Mississippi Blacksnakes, les Mississippi Mud Steppers, les Chatmon's Mississippi Hot Footers, les Chatman Brothers, Walter Jacobs & Lonnie Carter, les Jackson Blue Boys et les Down South Boys. Ils accompagnent aussi des enregistrements d'artistes de blues solo comme Texas Alexander, dont certains de Bo Chatmon lui-même.
En 2004, les Mississippi Sheiks sont intronisés au Mississippi Musicians Hall of Fame. Leur single de 1930 Sitting on Top of the World reçoit un Grammy Hall of Fame Award en 2008. En 2018, celui-ci est sélectionné par la Bibliothèque du Congrès pour être conservé dans le Registre national des enregistrements en tant qu'enregistrement « important sur le plan culturel, historique ou artistique ».

## Historique

### Genèse: la famille Chatmon
Les Mississippi Sheiks sont issus du groupe à cordes formé par des membres de la famille Chatmon, originaire de la plantation Gaddis et McLaurin près de Bolton, dans le Mississippi. Henderson Chatmon (1850–1934) est un métayer d'origines raciales mixtes, violoniste amateur depuis l'époque de l'esclavage. Avec sa femme Eliza, également chanteuse et guitariste, ils ont douze ou treize enfants, tous musiciens. De 1910 à 1928 environ, sept d'entre eux forment un groupe à cordes connu sous le nom de Chatmon Brothers. Ils se produisent lors de fêtes et de pique-niques.
Armenter, mieux connu sous le nom de Bo Carter, est l'un des premiers musiciens de blues à enregistrer dès 1928. La figure centrale du groupe est Lonnie, un violoniste accompli, également doué dans les styles blues, jazz, country, et les airs populaires. Pendant la Première Guerre mondiale, il apprend à lire la musique, achète des partitions à Jackson et enseigne des airs populaires à ses frères. Le talent et le professionnalisme de Lonnie, et le fait que le groupe s'inspire de diverses sources musicales, aident les Chatmon Brothers à gagner en popularité auprès du public aussi bien noir que blanc. Cela permet au groupe de développer un vaste répertoire comprenant de la musique de square dance, des valses, du ragtime, du country blues ou des airs de la Tin Pan Alley.

### Carrière
Vers 1921, Lonnie recrute Walter Vinson, le voisin des Chatmon. En 1928, les sept membres des Chatmon Brothers sont globalement séparés, et Lonnie et Walter commencent à se produire régulièrement en duo. En 1930, les deux hommes sont découverts par Polk Brockman d'OKeh Records qui les signe sur le label. Ils choisissent le nom de Mississippi Sheiks lors de leur première session d'enregistrement le 17 février 1930, à Shreveport, en Louisiane.
Les deux enregistrements les plus célèbres du groupe sont réalisés lors de cette session. Sitting on Top of the World est leur plus gros hit, vendu à des millions d'exemplaires. Leur autre grand succès, Stop and Listen Blues, est dérivé du Big Road Blues de Tommy Johnson et illustre les qualités de guitariste de Vinson. Ce dernier titre leur vaut des ennuis juridiques car le label Victor poursuit OKeh en arguant que ce titre est un plagiat. Deux autres chansons enregistrées lors de la cette session (The Sheik Waltz et The Jazz Fiddler) sont répertoriées dans le catalogue hillbilly d'OKeh et commercialisées à destination des auditeurs blancs.
Au cours des cinq années suivantes, les Mississippi Sheiks enregistrent pour OKeh, Paramount et Bluebird, réalisant de nombreuses tournées dans tout le Sud et au-delà. D'autres membres de la famille Chatmon rejoignent régulièrement la formation lors de concerts. Bo Carter figure aussi sur plusieurs enregistrements et joue le rôle de manager du groupe.
Bien qu'ils ne retrouvent plus le succès de leurs premiers enregistrements, les Mississippi Sheiks maintiennent un niveau de popularité significatif tout au long de leur carrière d'enregistrement. Au moment de la dernière session d'enregistrement des Sheiks en 1935, cependant, les sons plus durs des bluesmen urbains sont devenus plus à la mode que les styles ruraux associés aux Sheiks.

### L'après Mississippi Sheiks
Avec son frère Sam, Lonnie exécute sa dernière session d'enregistrement le 15 octobre 1936, et le duo est crédité sous le nom de « Chatman Brothers ». Peu de temps après, Lonnie déménage près de la ville d'Anguilla et plus tard dans la région de Bolton, où il souffre de problèmes cardiaques jusqu'à sa mort en 1942 ou 1943.
Bo continue à enregistrer jusqu'en 1940 ; quelques années plus tard, il s'installe à Memphis, où il meurt en 1964. Walter s'installe à Chicago en 1940, y enregistre l'année suivante puis, dans l'ensemble, se retire de la musique. En 1961, il fait quelques enregistrements pour le label Riverside avec un groupe de musiciens crédités comme les Mississippi Sheiks. Une décennie plus tard, il s'associe à nouveau avec Sam (ainsi qu'avec les vétérans du groupe de cordes Carl Martin et Ted Bogan) pour enregistrer un album intitulé The New Mississippi Sheiks sorti sur le label Rounder en 1972. Walter meurt en 1975, et Sam, qui a acquis une grande renommée tout au long des années 1960 et 1970 en se produisant dans des clubs et des festivals, décède en 1983. Parmi les albums que Sam enregistre au début des années 1970, il y en a un, publié sur le label Blue Goose, qui s'intitule The Mississippi Sheik.

## Membres de la formation
- Lonnie Chatmon / Ezel Chatmon (juin 1888 ou 8 novembre 1890 - 1942 ou 1943) : violon
- Walter Vinson (en) (2 février 1901 - 22 avril 1975) : chant, guitare
- Armenter Chatmon / Bo Carter (21 mars 1893 ou janvier 1894 - 21 septembre 1964) : guitare, violon, clarinnette, banjo
- Sam Chatmon (10 janvier 1897, 10 janvier 1899 ou 29 août 1900 - 2 février 1983) : basse

Mississippi Blacksnakes et Mississippi Mud Steppers
- Papa Charlie McCoy (26 mai 1909 - 26 juillet 1950) : guitare, mandoline

## Style musical
Les Sheiks ne se limitent pas au blues mais jouent aussi de la musique de danse ou des reprises de country. Ils explorent ainsi les domaines du blues traditionnel, du ragtime, du bluegrass, du western swing, des square dance, des valses ou des airs populaires de la Tin Pan Alley,.
Les paroles des chansons de Bo Carter comportent souvent un double sens à caractère sexuel et, dans une certaine mesure, ce ton s'est répercuté sur le groupe.

## Héritage et influence
Les Mississippi Sheiks enregistrent environ 70 morceaux durant la première moitié des années 1930. En ajoutant les autres groupes tels que The Mississippi Mud Steppers ou The Mississippi Blacksnakes, cette production représente près de 100 titres. Bo Carter et Sam Chatmon ont aussi une carrière très prolifique en solo ou avec d'autres musiciens.
La chanson Sitting on Top of the World, écrite par Walter Vinson, est reprise un grand nombre de fois, ce qui en fait un standard du blues, du western swing, du bluegrass et du rock. Parmi les artistes les plus célèbres l'ayant enregistrée, on peut citer Howlin' Wolf, Ray Charles, Chet Atkins, Cream, Bob Dylan, Grateful Dead, Nat King Cole, Harry Belafonte, Frank Sinatra, John Lee Hooker, Carl Perkins, Van Morrison, B. B. King ou Jack White,.
Sitting on Top of the World figure également au générique du film Un homme dans la foule d'Elia Kazan en 1957.
Dylan a aussi enregistré les titres The World Is Going Wrong et I've Got Blood in My Eyes for You. B. B. King a enregistré The World Is Going Wrong et The Notting Hillbillies ont enregistré Please baby.
En 1978, Rory Gallagher compose une chanson en hommage au groupe, The Mississippi Sheiks, pour son album Photo-Finish.
En 2009, le « tribute album » Things About Comin' My Way comprend des reprises de leur répertoire par des différents artistes, dont Bob Brozman, Madeleine Peyroux, Bruce Cockburn, Bill Frisell, Kelly Joe Phelps, etc.